# بمب‌افکن سبک گونه ۸۸
بمب‌افکن سبک گونه ۸۸ (به ژاپنی: 八八式軽爆撃機) یک هواگرد دوباله تک‌موتوره دو سرنشین از گونه بمب‌افکن سبک ساخت شرکت کاواساکی در امپراتوری ژاپن بود که از اصلاح هواگرد شناسایی گونه ۸۸ پدید آمد.

## طراحی و استفاده
نیروی زمینی امپراتوری ژاپن اواخر دهه ۱۹۲۰ نیازمند یک بمب‌افکن سبک بود. انتظار می‌رفت بخش تدارکات نیروی زمینی در توکوروزاوا یک نمونه تمام‌فلزی یک‌ونیم‌باله بدین منظور تأمین کند. با این حال این انتظار به موقع محقق نشد. از این رو نیروی زمینی تصمیم گرفت از نمونه به‌تازگی‌برگزیده خود، هواگرد شناسایی گونه ۸۸-۲ ساخت شرکت کاواساکی، به عنوان بمب‌افکن سبک موقت استفاده کند. محفظه‌های بمب زیر بدنه و بال‌های تقویت‌شده نصب و هواگرد مجهز به ابزار هدف‌گیری بمب شد.
هواگرد پیکربندی دوباله تک‌موتوره داشت. ساخت آن تمام‌فلزی با پوسته تنش‌دار فلزی در جلوی بدنه و پوشش پارچه‌ای در مابقی سطوح بود. دو خدمه در اتاقک سر باز می‌نشستند. هواگرد توان خود را از یک موتور ب‌ام‌و ۶ با توان ۶۰۰ اسب بخار می‌گرفت که یک ملخ دو تیغه را به چرخش درمی‌آورد. تسلیحات هواگرد شامل یک مسلسل ۷٫۷ میلی‌متری ثابت رو به جلو و مسلسل جفت ۷٫۷ میلی‌متری متحرک در جایگاه تیربارچی دم بود. تفاوت ظاهری بیرونی با هواگرد پیشین در دو میله‌ای بود که میان به دو بال افزوده شد و در دید از جلو شکل W به آن می‌داد. محفظه‌های زیر بال قابل‌جداشدن بودند؛ بنابراین امکان شناسایی گونه با آن نبود.
عملکرد نمونه حاصل بسیار خوب بود و با عنوان «بمب‌افکن سبک گونه ۸۸» به خدمت نیروی زمینی درآمد. نیروی زمینی از این هواگرد از سال ۱۹۳۰ تا حدود سال ۱۹۳۸ استفاده کرد. دو گونه شناسایی و بمب‌افکن هر دو در درگیری با چینی‌ها در مناطق چینان، منچوری و شانگهای و بعداً اوایل جنگ دوم ژاپن و چین بسیار فعال بودند. با وجود سرعت خیلی آهسته، هواگرد قابلیت عملیاتی بالایی نزد خدمه داشت. تعدادی از این هواگردها به تجهیزات هواشناسی و افشانه مواد شیمیایی مجهز شدند.
مجموعاً ۴۰۷ فروند از بمب‌افکن سبک گونه ۸۸ بین ماه‌های ژوئن سال ۱۹۲۹ تا دسامبر سال ۱۹۳۳ تولید شد. از این میزان ۳۷۰ فروند مربوط به شرکت کاواساکی و ۳۷ فروند مربوط به شرکت تاچیکاوا بود.

## مشخصات فنی
مشخصات عمومی
- خدمه: ۲ نفر
- طول: ۱۲٫۸ متر
- ارتفاع: ۳٫۴ متر
- طول بال: ۱۵ متر
- مساحت بال: ۴۸ متر مربع
- وزن خالی: ۱٬۸۵۰ کیلوگرم
- وزن بارگذاری‌شده: ۳٬۱۰۰ کیلوگرم
- بار بر بال: ۶۴٫۵ کیلوگرم بر متر مربع
- نیرومحرکه: ۱ × موتور وی‌شکل ۱۲ سیلندر ب‌ام‌و ۶ خنک شونده با آب: ۶۰۰ اسب بخار
- نسبت وزن به توان: ۶٫۸۸ کیلوگرم بر اسب بخار

عملکرد
- حداکثر سرعت: ۱۱۴ گره (۲۱۰ کیلومتر بر ساعت) در سطح دریا
- سرعت اوج‌گیری: ۳٬۰۰۰ در ۱۸ دقیقه
- سقف پرواز: ۵٬۵۰۰ متر
- طول پرواز: ۶ ساعت

تسلیحات
- ۱ × مسلسل ۷٫۷ میلی‌متری ثابت رو به جلو
- مسلسل جفت ۷٫۷ میلی‌متری متحرک در جایگاه تیربارچی دم